# Aquilegia
Aquilegia es un género con 60-70 especies de plantas herbáceas perennes ranunculáceas que crece a gran altura en el Hemisferio Norte. Son conocidas por sus distinguidas flores, generalmente acampanadas. Genéricamente son llamadas colombinas.
Varias especies se cultivan en jardines; Aquilegia vulgaris es una flor tradicional de jardín en Gran Bretaña, y varias especies son nativas de Norteamérica. Se han desarrollado numerosos híbridos. Se propagan a través de semillas.
Las flores son de gran tamaño, hasta 7 cm de diámetro. Aparecen en estaciones templadas. Tienen una forma muy particular, como si la flor fuese en dos direcciones completamente opuestas. Los colores son diferentes según la especie o variedad. En la mayoría de los casos son bicolores.
Son el alimento de algunas especies de Lepidoptera, incluidas Mamestra brassicae, Melanchra persicariae, Ectropis crepuscularia y Amphipyra tragoponis.

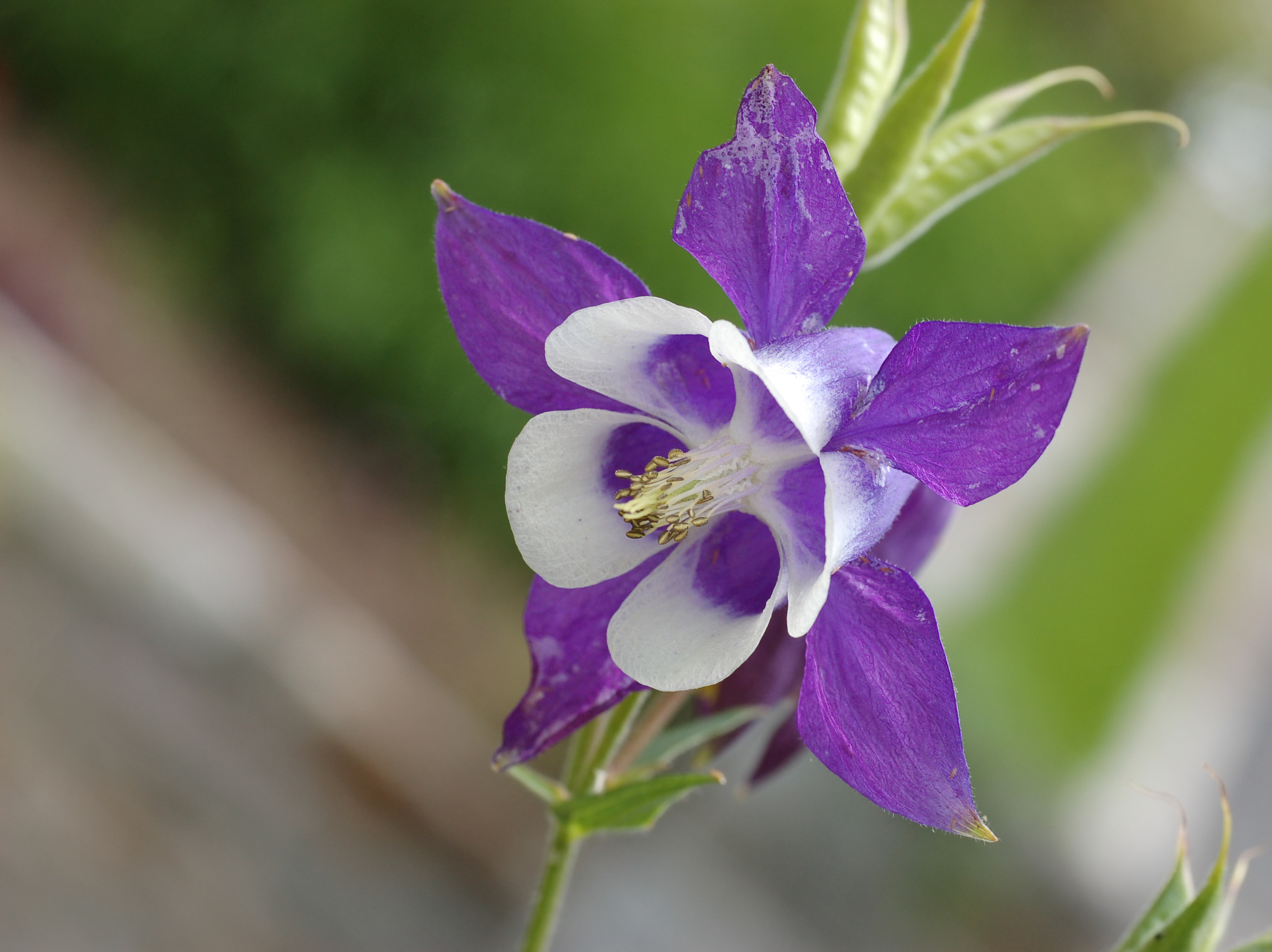
'Blue Butterflies'.

## Taxonomía
El género fue descrito por Carlos Linneo y publicado en Species Plantarum 1: 533. 1753.
Etimología
Aquilegia: nombre genérico que deriva del latín aquila = "el águila", en referencia a la forma de los pétalos de la que se dice que es como la garra de un águila.

## Especies
Anexo: Especies del género Aquilegia
- Aquilegia barbaricina
- Aquilegia caerulea – colombina del Colorado azul.
- Aquilegia canadensis – colombina canadiense, y roja.
- Aquilegia chrysantha – colombina dorada.
- Aquilegia cazorlensis
- Aquilegia elegantula – colombina roja occidental.
- Aquilegia eximia – colombina de Van Houtte.
- Aquilegia flavescens – colombina amarilla
- Aquilegia formosa – colombina de Crimson, colombina oeste
- Aquilegia grata
- Aquilegia nuragica
- Aquilegia pyrenaica
- Aquilegia thalictrifolia
- Aquilegia vulgaris – colombina común, europea.

## Fitoquímica y farmacognosia
Aquilegia ecalcarata es una planta de la Medicina Tradicional China utilizada en el tratamiento de pustulosis, daños necróticos y otras infecciones. De esta planta se aisló la aquiledina y la isoaquiledina. Sus estructuras contienen un anillo saturado de 1,3-diazepin-2-ona.